# Igor Vasiljev
Igor Vladimirovitj Vasiljev (ryska: Игорь Владимирович Васильев), född 24 januari 1966 i Volgograd, död 26 maj 2023 i Volgograd, var en rysk handbollsspelare (högernia).
Han tog OS-guld i herrarnas turnering i samband med de olympiska handbollstävlingarna 1992 i Barcelona.

## Klubbar
- GK Kaustik Volgograd (–1992)
- BM Atlético de Madrid (1992–1993)
- TSG Altenhagen-Heepen (1993–1994)
- TV Suhr (1994–1995)
- GK Kaustik Volgograd (1996)
- Groß-Gerau (1996–2000)